# Ngữ pháp tiếng Việt
Ngữ pháp tiếng Việt là những đặc điểm của tiếng Việt theo các cách tiếp cận ngữ pháp khác nhau: tiếp cận ngữ pháp cấu trúc hay tiếp cận ngữ pháp chức năng. Phần dưới đây chủ yếu trình bày các yếu tố thuộc lý thuyết ngữ pháp chức năng

## Từ loại
Cho đến ngày nay, chủ yếu có 2 phương pháp để phân loại từ loại: phân chia từ vựng của một ngôn ngữ thành hai lớp khái quát là thực từ và hư từ; hoặc phân chia từ vựng thành nhiều lớp cụ thể hơn với các đặc trưng xác định hơn. Đây là các cách phân chia của ngữ pháp truyền thống châu Âu. 
Lịch sử nghiên cứu ngữ pháp tiếng Việt có hai xu hướng: một xu hướng cho rằng từ vựng tiếng Việt không được định loại vì chúng không có một dấu hiệu hình thức nào cả, nói cách khác là không tồn tại từ loại trong tiếng Việt. Tuy nhiên số đông các nhà nghiên cứu tiếng Việt vẫn cho rằng tiếng Việt vẫn có từ loại và tồn tại những dấu hiệu khách quan để định loại. Và việc phân loại cũng theo hai cách: phân biệt thực từ và hư từ; phân biệt thành những lớp ngữ pháp cụ thể. Hiện nay, trong tiếng Việt có thể phối hợp 2 cách phân loại này.
Việc phân định từ loại tiếng Việt theo cách thứ 2 thành những lớp từ cụ thể chủ yếu căn cứ vào ba tiêu chuẩn:
1. Ý nghĩa khái quát: có tác dụng tập hợp các từ có cùng kiểu ý nghĩa khái quát thành các lớp (và lớp con); ví dụ như ý nghĩa về sự vật, về hành động, về trạng thái, về tính chất, về quan hệ,...; đến lượt ý nghĩa khái quát về sự vật lại được chia nhỏ thành ý nghĩa khái quát về vật thể (ví dụ các từ nhà, cửa, cây...), về chất thể (ví dụ nước, khí, muối...), v.v...
2. Khả năng kết hợp, được hiểu ở 3 mức độ như sau:
  1. Khả năng kết hợp của từ đang xét với một hay một số hư từ, từ đó nói được bản tính từ loại của từ đang xét. Những hư từ trong trường hợp này được gọi là các chứng tố. Và với chứng tố, thường chỉ xác định được ba lớp từ chính trong tiếng Việt là: lớp danh từ, lớp động từ và lớp tính từ. Ví dụ: những từ có thể đứng trước các chỉ định từ này, nọ thì thuộc lớp danh từ; những từ có thể đứng sau đang, vẫn... thì thuộc lớp động từ; những từ đứng sau rất thường thuộc lớp tính từ.
  2. Khả năng kết hợp của từ đang xét được đặt trên cơ sở cách cấu tạo của cụm từ chính phụ. Với cách này, có thể xác định thêm lớp các phó từ của động từ (có nét gần gũi với các phụ từ và một số trạng từ adverb ngôn ngữ châu Âu).
  3. Khả năng kết hợp từ với từ, không chỉ tính đến các yếu tố không nằm trong cụm từ, thông qua các tiêu chuẩn sau: khả năng làm đầu tố trong cụm từ chính phụ; khả năng làm yếu tố mở rộng trong cụm từ chính phụ; không tham gia vào cụm từ chính phụ, chỉ xuất hiện ở bậc câu nhưng có thể có quan hệ với cụm từ chính phụ trong các trường hợp cụ thể.
3. Chức vụ ngữ pháp: Khả năng giữ chức vụ ngữ pháp trong một câu thường được dùng như một tiêu chuẩn hỗ trợ cho việc phân định từ loại.

### Động từ
Động từ là những từ dùng để chỉ hành động, trạng thái của sự vật. Thường làm vị ngữ trong câu.
Ví dụ: ăn, đi, ngủ, bơi, tắm, uống,...
Tôi đang đi bộ.

#### Động từ tình thái
Là những động từ đòi hỏi động từ khác đi kèm phía sau.
Ví dụ: đành, bị, được, dám, toan, định, có,...

##### Động từ chỉ hoạt động, trạng thái
Là những động từ không đòi hỏi động từ khác đi kèm.
Ví dụ: ăn, làm, chạy, nhảy, múa. ca, hát

### Danh từ
Là những từ chỉ người, vật, hiện tượng, khái niệm,...
Ví dụ: trâu, mưa, mây, giáo viên, kỹ sư, con, thúng...

##### Danh từ chỉ sự vật
Danh từ chỉ sự vật nêu tên từng loại hoặc từng cá thể người, vật, hiện tượng, khái niệm,...
Ví dụ: giáo viên, bút, cuộc biểu tình, mưa, nắng, tác phẩm,...

###### Danh từ chung
Danh từ chung là tên gọi của một loại sự vật.
Ví dụ: thành phố, học sinh, cá, tôm, thôn, xóm, làng, xe, thầy cô,...

###### Danh từ riêng
Danh từ riêng là tên riêng của từng người, từng vật, từng địa phương,...
Ví dụ: Hà Nội, Hải Phòng, Đà Nẵng, Lý Quang Diệu, Hồ Chí Minh, Võ Nguyên Giáp, Bộ Giáo dục và Đào tạo,...

##### Danh từ chỉ đơn vị
Danh từ chỉ đơn vị nêu tên đơn vị dùng để tính đếm, đo lường sự vật.
Ví dụ: nắm, mét, mớ, lít, bầy, g, km, cm,..
Danh từ chỉ đơn vị chính xác: dùng các chỉ số do các nhà khoa học phát minh để thể hiện sự vật
Ví dụ: mét, lít, gam, giây, giờ,phút...
Danh từ chỉ đơn vị tự nhiên: con, cái, quyển

###### Danh từ chỉ đơn vị ước chừng
Thể hiện một số lượng không đếm được có tính tương đối
Ví dụ: nắm, mớ, bầy, đàn, thúng...

### Tính từ
Tính từ là những từ chỉ đặc điểm, tính chất của sự vật, trạng thái.
Ví dụ: xinh, vàng, thơm, to, nhỏ, giỏi,...

##### Tính từ chỉ đặc điểm tuyệt đối
Là những tính từ không thể kết hợp với từ chỉ mức độ.
Ví dụ: vàng hoe, vàng lịm, xanh lè, trắng xóa, buồn bã,...

##### Tính từ chỉ đặc điểm tương đối
Là những tính từ có thể kết hợp với từ chỉ mức độ.
Ví dụ: tốt, xấu, ác, giỏi,...

### Đại từ
Đại từ là một từ dùng để trỏ người, sự vật, hoạt động, tính chất... được nói đến trong một ngữ cảnh nhất định của lời nói hoặc dùng để hỏi.
Ví dụ: tôi, anh, chị, em, ông, bác, ấy, chúng em, chúng ta, chúng tôi, họ,..... v.v.
Đại từ xưng hô: là đại từ dùng để xưng hô.
Ví dụ: tôi, tớ, hắn, nó,...
Đại từ thay thế: là đại từ dùng để thay thế cho các danh từ trước đó.
Ví dụ: ấy, vậy, thế,...
Đại từ chỉ lượng: là đại từ chỉ về số lượng.
Ví dụ: bao nhiêu, bấy nhiêu,...
Đại từ nghi vấn: là đại từ để hỏi.
Ví dụ: ai, gì, nào, sao,...
Đại từ phiếm chỉ: là đại từ chỉ chung, không chỉ cụ thể sự vật nào.
Ví dụ: Ai làm cũng được. Mình đi đâu cũng được.

### Số từ
Số từ là những từ chỉ số lượng và thứ tự
Ví dụ: một, hai, ba, bốn, mười, một trăm

### Lượng từ
Lượng từ là những từ chỉ lượng nhiều hay ít của sự vật một cách khái quát.
Ví dụ: những, cả mấy, các,...

### Chỉ từ
Chỉ từ là những từ dùng để trỏ vào sự vật, nhằm xác định vị trí của sự vật trong không gian hay thời gian
Chỉ từ thường làm phụ ngữ trong cụm danh từ. Ngoài ra còn có thể làm chủ ngữ hoặc trạng ngữ trong câu.
Ví dụ: ấy, đây, đấy, kia, này, nọ,...

### Trợ từ
Trợ từ là những từ chuyên đi kèm với một từ ngữ trong câu để nhấn mạnh hoặc biểu thị thái độ đánh giá sự vật,sự việc được nói đến ở từ ngữ đó.
Ví dụ: những, có, chính, đích, ngay, chỉ, cái,...

### Thán từ
Thán từ là những từ dùng để bộc lộ cảm xúc,tình cảm của người nói hoặc dùng để gọi đáp
Ví dụ: à, á, ơ, ô hay, này, ơi,...

### Tình thái từ
Tình thái từ là những từ được thêm vào câu để cấu tạo câu nghi vấn, câu cầu khiến, câu cảm thán và để biểu thị các sắc thái tình cảm của người nói
Ví dụ: à, hử, đi, thay, sao, nha, nhé,...

### Quan hệ từ
Quan hệ từ là những từ dùng để biểu thị các ý nghĩa quan hệ như sở hữu, so sánh, nhân quả,... giữa các bộ phận của câu hay giữa câu với câu trong đoạn văn.
Ví dụ: và, với, hay, hoặc, nhưng, mà, thì, của, ở, tại, bằng, như, để, về,...

#### Cặp quan hệ từ
Cặp quan hệ từ là những quan hệ từ được dùng thành cặp để nối các vế câu trong một câu với nhau, ví dụ:
Tuy Lan học giỏi nhưng bạn ấy không hề kiêu căng.(cặp quan hệ từ tuy... nhưng...)
Nếu trời mưa thì Kiên sẽ nghỉ học.(cặp quan hệ từ nếu... thì...)
Có bốn loại cặp quan hệ từ thường gặp là:
Cặp quan hệ từ biểu thị quan hệ nguyên nhân - kết quả: Vì... nên, do... nên, nhờ... mà,...
Cặp quan hệ từ biểu thị quan hệ giả thiết - kết quả, điều kiện - kết quả: Nếu... thì, hễ... thì,...
Cặp quan hệ từ biểu thị quan hệ tương phản là: Tuy... nhưng, mặc dù... nhưng...
Cặp quan hệ từ biểu thị quan hệ tăng tiến là: Không những... mà còn, không chỉ... mà còn

#### Cặp từ hô ứng
Cặp từ hô ứng là những cặp phó từ, chỉ từ, hay đại từ thường đi đôi với nhau, và hay dùng để nối vế trong các câu ghép.
Ví dụ: Vừa...đã...; đâu... đấy...; sao... vậy.
Nối vế trong câu ghép: Trời vừa hửng sáng, Lan đã chuẩn bị đi học.

### Phó từ
Phó từ là những từ chuyên đi kèm trạng từ, động từ, tính từ để bổ sung ý nghĩa cho trạng từ, động từ và tính từ.
Ví dụ: đã, rất, cũng, không còn, lắm, đừng, qua, được,...

##### Phó từ đứng trước động từ, tính từ
Những phó từ này thường bổ sung một số ý nghĩa liên quan đến hành động, trạng thái, đặc điểm, tính chất nêu ở động từ hoặc tính từ như: quan hệ thời gian, mức độ, sự tiếp diễn tương tự, sự phủ định, sự cầu khiến.
Ví dụ: đã, rất, cũng, chưa, đừng,...

##### Phó từ đứng sau động từ, tính từ
Những phó từ này thường bổ sung một số ý nghĩa liên quan đến hành động, trạng thái, đặc điểm, tính chất nêu ở động từ hoặc tính từ như: mức độ, khả năng, kết quả và hướng.
Ví dụ: lắm, được, qua...
Những phó từ thường gặp: đã, đang, cũng, sẽ, vẫn, còn, đều, được, rất, thật, lắm, quá...

## Cụm từ

#### Cụm danh từ
Cụm danh từ là loại tổ hợp từ do danh từ và một số từ ngữ phụ thuộc nó tạo thành. Nó có ý nghĩa đầy đủ hơn và có cấu tạo phức tạp hơn một danh từ, nhưng hoạt động trong câu nó giống như một danh từ.
Ví dụ: Ba thúng gạo nếp,ba con trâu đực,...

#### Cụm động từ
Cụm động từ là loại tổ hợp từ do động từ và một số từ ngữ phụ thuộc nó tạo thành. Nhiều động từ phải có phụ ngữ đi kèm, tạo thành cụm động từ
Ví dụ: Đùa nghịch ở sau nhà,...

#### Cụm tính từ
Cụm tính từ là tổ hợp từ do tính từ và các từ khác đi kèm tạo thành
Ví dụ: xinh dã man, đẹp tuyệt vời, buồn thối ruột,...

## Cấu tạo từ

### Từ đơn
Là từ chỉ gồm có một tiếng, có nghĩa, có thể đứng độc lập một mình.
Ví dụ: Ăn, ngủ, cấy, truyện, kể, viết, đẹp,....

### Từ phức
Là từ gồm hai hay nhiều tiếng, có nghĩa.
Ví dụ: Ăn uống, ăn nói, nhỏ nhẹ, con cháu, cha mẹ, anh chị, học sinh, giai cấp,...

#### Từ láy
Là từ phức được tạo ra bằng cách ghép các tiếng có quan hệ láy âm giữa các tiếng lại với nhau.
Ví dụ: Lom khom, ồm ồm, tan tác, luộm thuộm

##### Từ láy toàn bộ
Là từ láy có các tiếng lặp lại nhau hoàn toàn (cũng có một số trường hợp tiếng đứng trước biến đổi thanh điệu hoặc phụ âm cuối).
Ví dụ: Đăm đăm, lâng lâng, xinh xinh, xa xa...

##### Từ láy khuyết phụ âm đầu
Ví dụ: Êm ả, êm ái...

##### Từ láy bộ phận
Là từ láy mà giữa các tiếng có sự giống nhau về phụ âm đầu hoặc phần vần.
Ví dụ: Nức nở, tức tưởi, lặng lẽ,...

#### Từ ghép
Là từ phức được tạo ra bằng cách ghép các tiếng có quan hệ về nghĩa với nhau.
Ví dụ: Ăn học, ăn nói, ăn mặc, ăn xổi...

##### Từ ghép chính phụ
Là từ ghép có tiếng chính và tiếng phụ bổ sung nghĩa cho tiếng chính. Tiếng chính đứng trước, tiếng phụ đứng sau.
Ví dụ: Xanh ngắt, nụ cười, nhà ăn, bà ngoại, bút chì....

##### Từ ghép đẳng lập
Là từ ghép không phân ra tiếng chính, tiếng phụ. Giữa các tiếng có sự bình đẳng về mặt ngữ pháp.
Ví dụ: Suy nghĩ, chài lưới, cây cỏ, ẩm ướt, bàn ghế,...

## Về việc phân loại sai cấu tạo từ
Do đặc thù của tiếng Việt là chỉ dùng kí âm nên có những trường hợp từ ít được người biết rõ về nguồn gốc của nó, thậm chí còn cho rằng đó là những tiếng phụ không có nghĩa khi đứng một mình, chỉ có vai trò cấu tạo nên từ láy.
Ví dụ: Cây cối, đất đai, hỏi han... là những từ ghép đẳng lập được cấu thành bởi 2 thành tố đều có nghĩa, trong đó cối, đai hay han... là từ Việt cổ hoặc từ Hán Việt có nghĩa tương đương với cây, đất và hỏi.
Một số trường hợp khác như nhảy nhót, mơ mộng, tuổi tác,... cũng như vậy. Thường thì từ láy sẽ được xếp vào từ loại tính từ, đặc biệt được dùng để làm rõ thêm tình thái của người nói, người viết cho văn cảnh. Nếu một từ trông giống từ láy nhưng lại là động từ hoặc danh từ thì rất có thể nó là từ ghép đẳng lập (trong đó một thành tố đã ít được dùng).
Việc một số từ bị mờ nghĩa, kết hợp cùng sự trùng hợp các phụ âm đầu của hai thành tố ghép từ vô hình trung khiến nhiều người phân loại sai các nhóm từ này.

## Câu
Câu là một tập hợp từ, ngữ kết hợp với nhau theo những quan hệ cú pháp xác định, được tạo ra trong quá trình tư duy, giao tiếp, có giá trị thông báo, gắn liền với mục đích giao tiếp nhất định.

### Câu đơn
Là câu chỉ có một vế câu. Cần phân biệt câu đơn với câu ghép và câu mở rộng thành phần. Câu đơn thường có một chủ ngữ, một vị ngữ và có thể có một hoặc nhiều trạng ngữ nhưng có một số trường hợp câu đơn không xác định được chủ ngữ vị ngữ. Đó là trường hợp của câu đơn đặc biệt. 
VD: Câu đơn: Trời mưa. (C-V)

### Câu ghép
Câu ghép là câu do nhiều vế câu ghép lại (thường là hai vế), mỗi vế câu thường có cấu tạo giống câu đơn (có đủ cụm Chủ - Vị) và thể hiện một ý có quan hệ chặt chẽ với ý của những câu khác. Các câu ghép bắt buộc phải có hai cụm chủ - vị trở lên Hai vế của câu ghép được nối với nhau bằng nhiều cách. Nhưng cách cơ bản nhất là nối trực tiếp, nối bằng quan hệ từ và cặp từ hô ứng. VD:" Mưa càng to, gió càng thổi mạnh.",

#### Câu ghép đẳng lập
Là câu ghép được nối với nhau bằng cách sử dụng cách nối trực tiếp mà trong đó ta có thể tách các mệnh đề thành các câu riêng mà không ảnh hưởng đến nội dung câu.
Ví dụ: Chó chạy thong thả, khỉ buông thõng hai tay, ngồi ngúc nga ngúc ngắc.

#### Câu ghép chính - phụ
Là câu ghép được nối với nhau bằng cách sử dụng quan hệ từ hoặc cặp từ hô ứng.
Ví dụ: Nếu em học giỏi thì ba mẹ em sẽ rất mừng.

### Câu đặc biệt
Câu đặc biệt là loại câu không cấu tạo theo mô hình C-V.
Ví dụ: Ôi trời! Căn phòng hôm nay sạch thế!

### Câu rút gọn
Câu rút gọn là khi nói hoặc viết, có thể lược bỏ một số thành phần của câu, tạo thành câu rút gọn. Các thành phần có thể lược bỏ như chủ ngữ, vị ngữ, hoặc cả chủ ngữ và vị ngữ,... Tuỳ theo hoàn cảnh, mục đích nói của câu mà ta có thể lược bỏ những thành phần phù hợp.
VD: A nói với B: – Sáng mai đi chơi nhé.
Câu "Sáng mai đi chơi nhé" là câu rút gọn. Thành phần bị rút gọn là chủ ngữ. Câu đầy đủ là: Sáng mai tớ với cậu đi chơi nhé.

### Liên kết câu
Ngoài sự liên kết về nội dung, giữa các câu trong đoạn phải được liên kết bằng những dấu hiệu hình thức nhất định. Về hình thức, người ta thường liên kết các câu bằng các phép liên kết như phép lặp (lặp từ ngữ), phép thế (thay thế từ ngữ), phép nối (dùng từ ngữ để nối), phép liên tưởng,...
- Phép lặp: Ta có thể liên kết một câu với một câu đứng trước nó bằng cách dùng bằng cách lặp lại trong câu ấy những từ ngữ đã xuất hiện ở câu đứng trước nó.- Khi sử dụng phép lặp cần lưu ý phối hợp với các phép liên kết khác để tránh lặp lại từ ngữ quá nhiều, gây ấn tượng nặng nề.

- Phép thế: Ta có thể liên kết một câu với một câu đứng trước nó bằng cách dùng đại từ hoặc những từ ngữ đồng nghĩa thay thế cho các từ ngữ đã dùng ở câu đứng trước.- Việc sử dụng đại từ hoặc từ đồng nghĩa liên kết câu làm cho cách diễn đạt thêm đa dạng, hấp dẫn.

- Phép nối: Ta có thể liên kết một câu với một câu đứng trước nó bằng quan hệ từ hoặc một số từ ngữ có tác dụng kết nối như: nhưng, tuy nhiên,thậm chí, cuối cùng, ngoài ra, mặt khác, trái lại, đồng thời,...- Việc sử dụng quan hệ từ hoặc những từ ngữ có tác dụng kết nối giúp ta nắm được mối quan hệ về nội dung giữa các câu trong đoạn văn, bài văn

#### Câu chủ động
Câu chủ động là câu có chủ ngữ chỉ người, vật thực thực hiện một hoạt động hướng vào người, vật khác (chỉ chủ thể của hoạt động).
Câu chủ động và câu bị động là hai hình thức câu chủ yếu của mọi ngôn ngữ trong văn nói cũng như văn viết.
Câu chủ động có một chất giọng chủ động thường được sử dụng nhiều trong văn nói hay giao tiếp. Câu chủ động cũng xuất hiện trong các loại văn bản, tiểu thuyết, truyện ngắn, ký... nhưng sẽ không hay bằng câu bị động. Có thể sử dụng loại câu này tùy ý trong văn nói hay văn viết.

#### Câu bị động
Câu bị động là câu có chủ ngữ chỉ người, vật được hoạt động của người, vật khác hướng vào (chỉ đối tượng của hoạt động).
Ngược lại với câu chủ động, câu bị động là câu có một chất giọng thụ động được sử dụng trong văn viết nhiều hơn trong văn nói bình thường và được dùng để viết trong các loại văn bản nhiều hơn các loại câu khác. Câu bị động có mặt hầu hết trong các báo chí (tạp chí) hơn là trong các loại câu truyện như tiểu thuyết (truyện ngắn, một số loại ký...) nhưng hầu hết các nhà báo và nhà văn tiểu thuyết sử dụng những câu này rất hay và rất linh hoạt (dùng các phép ẩn dụ, biền ngẫu...). Tuy nhiên, một số loại câu bị động lại được dùng trong văn để viết các bài viết về khoa học và công nghệ. Những bài bào viết về thông tin khoa học thường có chứa nhiều thể loại câu bị động hơn các loại câu khác.
Không nên sử dụng câu bị động trong văn nói trừ khi có một lý do chính đáng và hợp lý.

##### Cách chuyển đổi câu chủ động thành câu bị động
Việc chuyển đổi câu chủ động thành câu bị động (và ngược lai) ở mỗi đoạn văn đều nhằm liên kết các câu trong đoạn văn thành một mạch văn thống nhất.
Cách chuyển đổi câu chủ động thành câu bị động:
- Chuyển từ (hoặc cụm từ) chỉ đối tượng của hoạt động lên đầu câu và thêm các từ bị, hay được vào sau từ (cụm từ) ấy.

- Chuyển từ (cụm từ) chỉ đối tượng của hoạt động lên đầu câu, đồng thời lược bỏ hoặc biến từ (cụm từ) chỉ chủ thể của hoạt động thành một bộ phận không bắt buộc trong câu.

Một số ví dụ ở các câu chủ động và bị động:
| - Câu chủ động - Chàng kị sĩ buộc con ngựa bạch bên gốc đào. - Thầy giáo phê bình em. - Anh ta phá ngôi nhà ấy đi. - Sư thầy làm tất cả cánh cửa chùa bằng gỗ lim. - Trào lưu đô thị hóa đã thu hẹp sự khác biệt giữa thành thị với nông thôn. - Mỹ đã ném bom GBU-43 (MOAB) xuống Afghanistan. | → | - Câu bị động - Con ngựa bạch được chàng kị sĩ buộc bên gốc đào. - Em bị thầy giáo phê bình. - Ngôi nhà ấy bị anh ta phá đi. - Tất cả cánh cửa chùa được sư thầy làm bằng gỗ lim. - Sự khác biệt giữa thành thị với nông thôn đã được trào lưu đô thị hóa thu hẹp. - Bom GBU-43 (MOAB) đã được Mỹ ném xuống Afghanistan |

- Lưu ý: Không phải câu nào có các từ được, bị cũng là câu bị động.

Khi chuyển đổi câu chủ động sang câu bị động, chú ý tới sắc thái nghĩa của câu khi dùng từ bị hay được.
Câu bị động thường được sử dụng khi các chủ thể hoạt động chưa rõ ràng, chưa biết, hay không cần thiết.
Ví dụ:
- Tất cả cánh cửa chùa được làm bằng gỗ lim.

- Chiếc xe đạp ấy được sản xuất tại Việt Nam.

Câu bị động thường được sử dụng khi chủ ngữ được biết, nhưng người nói/người viết không muốn nói đến nó.
Ví dụ:
- Cô ấy đã được khuyên một lời khuyên xấu.

- Một sai lầm đã được thực hiện.

Câu bị động thường được sử dụng khi người nói/người viết muốn nhấn mạnh một kết quả:
Ví dụ: Hàng nghìn người đã bị thiệt mạng bởi trận động đất.
Câu bị động thường được sử dụng khi người nói/người viết muốn giữ cùng một chủ ngữ cho hai hoặc nhiều động từ nhưng trường hợp này sẽ không thực hiện được nếu cả hai động từ cùng ở một thể (chủ động hay bị động).

Ví dụ, người nói sẽ sử dụng câu b chứ không phải là câu a để điền vào chỗ ba chấm trong đoạn văn trong trường hợp dưới đây (cả hai câu đều chính xác:
Một tiếng ồ nổi lên kinh ngạc. Cả lớp sững sờ. Em tôi là chi đội trưởng, là "vua toán" của lớp từ mấy năm nay..., tin này chắc làm cho bạn bè xao xuyến. (Trích sách giáo khoa Ngữ văn 7, tập hai, trang 57).
a. Mọi người yêu mến em.

b. Em được mọi người yêu mến.
Hầu hết các câu bị động đều không có chủ thể hoạt động; tất cả các câu chủ động đều có chứa chủ thể hoạt động
Chủ thể hoạt động là một chủ ngữ của động từ chủ động. Trong các ví dụ ở câu trên, các chủ thể hoạt động đều có mặt trong tất cả các câu chủ động, còn các câu thụ động thì không có chứa một chủ thể hoạt động.
Khi một câu có chứa một chủ thể hoạt động, nó nằm sau động từ. Ví dụ: Tiếng Anh được nói bởi họ.
Trong những câu sau đây, các danh từ "Những giáo viên" là các chủ thể hoạt động trong cả hai câu. "Những giáo viên" cũng là chủ ngữ của câu chủ động. Nhưng "kỳ thi" là chủ ngữ của câu bị động.
- Chủ động: Những giáo viên chuẩn bị cho kỳ thi.

- Bị động: Kỳ thi được chuẩn bị bởi những giáo viên.

Từ đồng nghĩa:
| - Rõ ràng - Dễ hiểu - Trong sáng - Có thể hiểu được - Không thể nhầm lẫn được | Tự nhiên Rành mạch Đơn thuần Không cầu kỳ Thuần khiết |
| ----------------------------------------------------------------------------- | ----------------------------------------------------- |